# Bundeskanzleramt (Berlijn)
De Bundeskanzleramt is een gebouw in de wijk Tiergarten in Berlijn (district Mitte) en de zetel van de gelijknamige Duitse federale overheid. Als onderdeel van de verhuizing van de Duitse federale regering van Bonn naar Berlijn, verhuisde het kantoor naar het nieuwe gebouw, ontworpen door de architecten Axel Schultes en Charlotte Frank. Het gebouw maakt deel uit van de bouwgroep "Band des Bundes" in de Spreebogen.
Het huidige gebouw in Berlijn (geopend in het voorjaar van 2001) is gebouwd van glas en beton in een moderne stijl. Met een oppervlakte van 12.000 m² is het een van de grootste gebouwen van een regeringsleider in de wereld. Ter vergelijking: het gebouw is acht keer zo groot als het Witte Huis; wel horen bij het Witte Huis als kantoor van de president nog een aantal andere gebouwen. Wegens de ronde vorm binnen een witte kubus werd het gebouw door de Berlijners of een journalist Bundeswaschmaschine gedoopt.
Het gebouw staat aan de Platz der Republik, direct tegenover een kantoorgebouw van het parlement, een beetje verder staat het hoofdgebouw van het parlement, het Rijksdaggebouw.
Er is een klein gedeelte waarin de bondskanselier zou kunnen wonen, maar bondskanselier Angela Merkel is in haar oude Berlijnse woning gebleven.